# Tomasz Barański
Tomasz Dariusz Barański (ur. 19 grudnia 1980 w Kielcach) – polski tancerz zawodowy, choreograf, instruktor tańca sportowego, założyciel grupy tanecznej „Next”. 

## Młodość
Urodził się 19 grudnia 1980 w Kielcach. Gdy miał dziesięć lat, zmarł jego ojciec, a dwa lata później – matka. Po śmierci rodziców był wychowywany przez starsze siostry. 
Jest absolwentem zaocznych studiów licencjackich na kierunku wychowanie fizyczne na Wszechnicy Świętokrzyskiej w Kielcach.

## Kariera
Naukę tańca rozpoczął w wieku 10 lat w należącej do Małgorzaty Nity i Roberta Kupisza Szkoły Tańca i Wdzięku „Step by Step” mieszczącej się w Domu Kultury „Sabat” na Osiedlu Świętokrzyskim w Kielcach. Dzięki występom w szkole trzykrotnie zdobył tytuł Mistrzów Polski formacji tanecznych oraz trzy Puchary Polski. W latach 1999–2007 trenował z Edytą Herbuś, z którą osiągnął międzynarodową klasę taneczną „S” w tańcu latynoamerykańskim i zdobył m.in. tytuł międzynarodowych mistrzów Czech do lat 14 i drugie miejsce w Otwartych Mistrzostwach Polski Juniorów. Brał także udział w produkcji kilkunastu odcinków programu Dance ma sens reżyserowanego przez Leszka Kumańskiego.
W 2002 został członkiem formacji tanecznej „Volt” Agustina Egurroli. W 2005 założył szkołę tańca „Revolution” w Otwocku, której siedziba z czasem została przeniesiona do Józefowa. Jest licencjonowanym instruktorem tańca sportowego ze specjalizacją jazzową. 
Przygotował choreografie do teledysków zrealizowanych do utworów m.in. Stefano Terrazzino, zespołu De Mono Kaena, Anny Wyszkoni czy Sławomira. 
Wystąpił jako tancerz w jednym z odcinków serialu TVN Niania (2008) oraz w serialu To nie koniec świata.

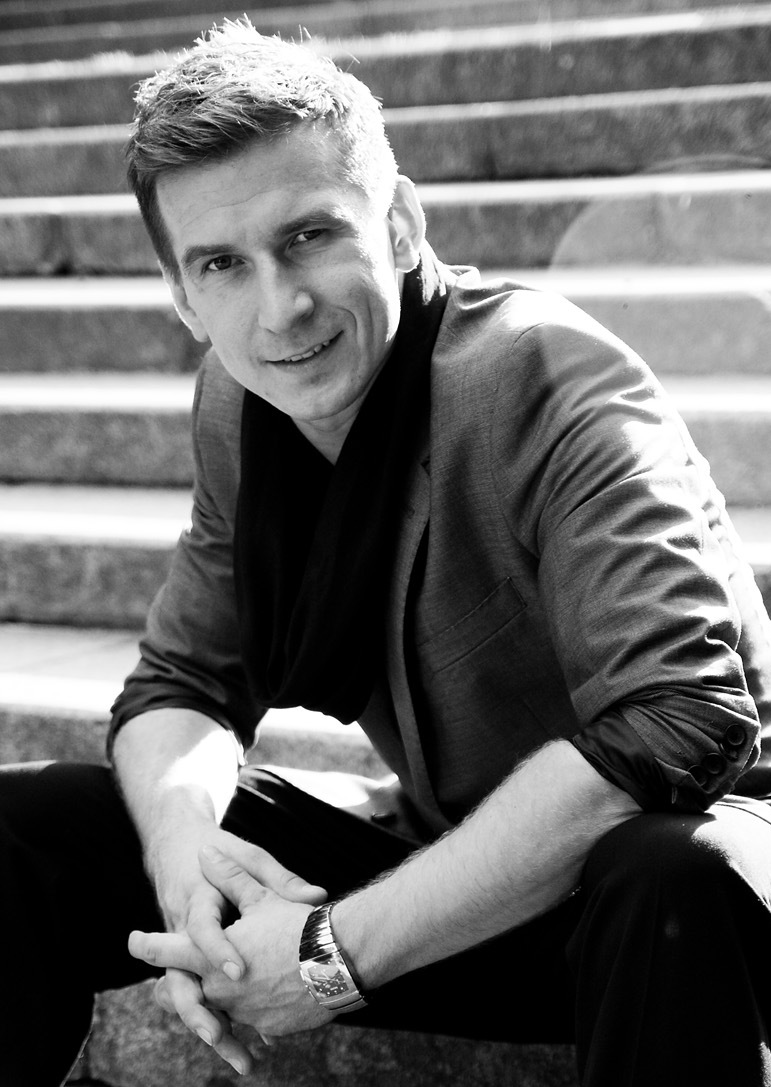
Tomasz Barański, 2010

W 2009 gościnnie wystąpił w spektaklu baletowo-tanecznym Kieleckiego Teatru Tańca Jazz Dance Back & Forth w choreografii Billa Goodsona. Występował też w reżyserowanych przez Mariusza Trelińskiego inscenizacjach oper La Traviata (2010) i Latający Holender (2012) wystawianych na deskach Teatru Wielkiego. Współtworzył spektakl muzyczny Lady Fosse, wystawiany na deskach warszawskiego Teatru Capitol.
| Programy formatu Dancing with the Stars z udziałem Tomasza Barańskiego | Programy formatu Dancing with the Stars z udziałem Tomasza Barańskiego | Programy formatu Dancing with the Stars z udziałem Tomasza Barańskiego | Programy formatu Dancing with the Stars z udziałem Tomasza Barańskiego | Programy formatu Dancing with the Stars z udziałem Tomasza Barańskiego | Programy formatu Dancing with the Stars z udziałem Tomasza Barańskiego | Programy formatu Dancing with the Stars z udziałem Tomasza Barańskiego |
| Rok                                                                    | Program                                                                | Stacja                                                                 | Edycja                                                                 | Partnerka                                                              | Wynik                                                                  |                                                                        |
| ---------------------------------------------------------------------- | ---------------------------------------------------------------------- | ---------------------------------------------------------------------- | ---------------------------------------------------------------------- | ---------------------------------------------------------------------- | ---------------------------------------------------------------------- | ---------------------------------------------------------------------- |
| 2010                                                                   | Taniec z gwiazdami                                                     | TVN                                                                    | Dwunasta                                                               | Maria Niklińska                                                        | 6. miejsce                                                             |                                                                        |
| 2014                                                                   | Dancing with the Stars. Taniec z gwiazdami                             | Polsat                                                                 | Pierwsza                                                               | Klaudia Halejcio                                                       | 4. miejsce                                                             |                                                                        |
| 2015                                                                   | Dancing with the Stars. Taniec z gwiazdami                             | Polsat                                                                 | Trzecia                                                                | Tatiana Okupnik                                                        | 2. miejsce                                                             |                                                                        |
| 2015                                                                   | Dancing with the Stars. Taniec z gwiazdami                             | Polsat                                                                 | Czwarta                                                                | Ewelina Lisowska                                                       | Wygrana                                                                |                                                                        |
| 2016                                                                   | Dancing with the Stars. Taniec z gwiazdami                             | Polsat                                                                 | Piąta                                                                  | Kasia Stankiewicz                                                      | 7. miejsce                                                             |                                                                        |
| 2016                                                                   | Dancing with the Stars. Taniec z gwiazdami                             | Polsat                                                                 | Szósta                                                                 | Mariola Bojarska-Ferenc                                                | 8. miejsce                                                             |                                                                        |
| 2018                                                                   | Dancing with the Stars. Taniec z gwiazdami                             | Polsat                                                                 | Ósma                                                                   | Katarzyna Dziurska                                                     | 2. miejsce                                                             |                                                                        |
| 2019                                                                   | Dancing with the Stars. Taniec z gwiazdami                             | Polsat                                                                 | Dziewiąta                                                              | Justyna Żyła                                                           | 8. miejsce                                                             |                                                                        |
| 2019                                                                   | Dancing with the Stars. Taniec z gwiazdami                             | Polsat                                                                 | Dziesiąta                                                              | Aleksandra Kot                                                         | 6. miejsce                                                             |                                                                        |

W 2010 został półfinalistą piątej edycji programu rozrywkowego TVN You Can Dance – Po prostu tańcz, a także zadebiutował jako trener tańca w dwunastej edycji programu TVN Taniec z gwiazdami. Partnerował aktorce Marii Niklińskiej. Od 2014 występuje jako trener tańca w programie Polsatu Dancing with the Stars. Taniec z gwiazdami, a jego partnerkami tanecznymi były, kolejno: Klaudia Halejcio, Tatiana Okupnik, Ewelina Lisowska, Kasia Stankiewicz, Mariola Bojarska-Ferenc, Katarzyna Dziurska, Justyna Żyła i Aleksandra Kot. W parze z Lisowską wygrał w finale czwartej edycji konkursu.
W 2011 odbył trzymiesięczne stypendium w Broadway Dance Center w Nowym Jorku.
W 2014 stworzył grupę taneczną „Next”, która zadebiutowała występem w trakcie Sopot Hit Festiwal 2014 transmitowanego przez telewizję Polsat. W późniejszych latach formacja uświetniła występami ogólnopolskie wydarzenia, takie jak np. wybory Miss Polski czy Mister Supranational, rozdania nagród Eska Music Awards, koncerty sylwestrowe, a także liczne festiwale i widowiska muzyczne, takie jak np. Koncerty Muzyki Filmowej oraz koncerty „Tribute to...”, Lato Muzyka Zabawa, Wakacyjna Trasa Dwójki czy Festiwal Muzyki Tanecznej w Kielcach. Grupa występowała też w programach The Four. Bitwa o sławę i Star Voice. Gwiazdy mają głos.
W 2018 stworzył choreografię do telewizyjnego musicalu Hotel Nostalgia (emitowanego w TVP) oraz zwycięskiego występu Roksany Węgiel w finale 16. Konkursu Piosenki Eurowizji dla Dzieci w Mińsku. Pracował jako choreograf przy filmie Dywizjon 303. Historia prawdziwa.

## Życie prywatne
Przez 12 lat był związany z tancerką Edytą Herbuś. W latach 2014–2016 jego partnerką życiową była aktorka Klaudia Halejcio, którą poznał podczas treningów do programu Dancing with the Stars. Taniec z gwiazdami. W latach 2018–2019 związany z tancerką Pauliną Przestrzelską. Od 2020 jest w związku z Michaliną Warulik.